# Rio Butuí
O Rio Butuí ou Riacho Butuí ou Arroio Butuí é um curso de água localizado entre as cidades de São Borja e Itaqui. Sua nascente está localizada no distrito de Encruzilhada. Foi local do Combate do Butuí durante a Guerra do Paraguai